# Chalot
Pour les articles homonymes, voir Chalot (homonymie).

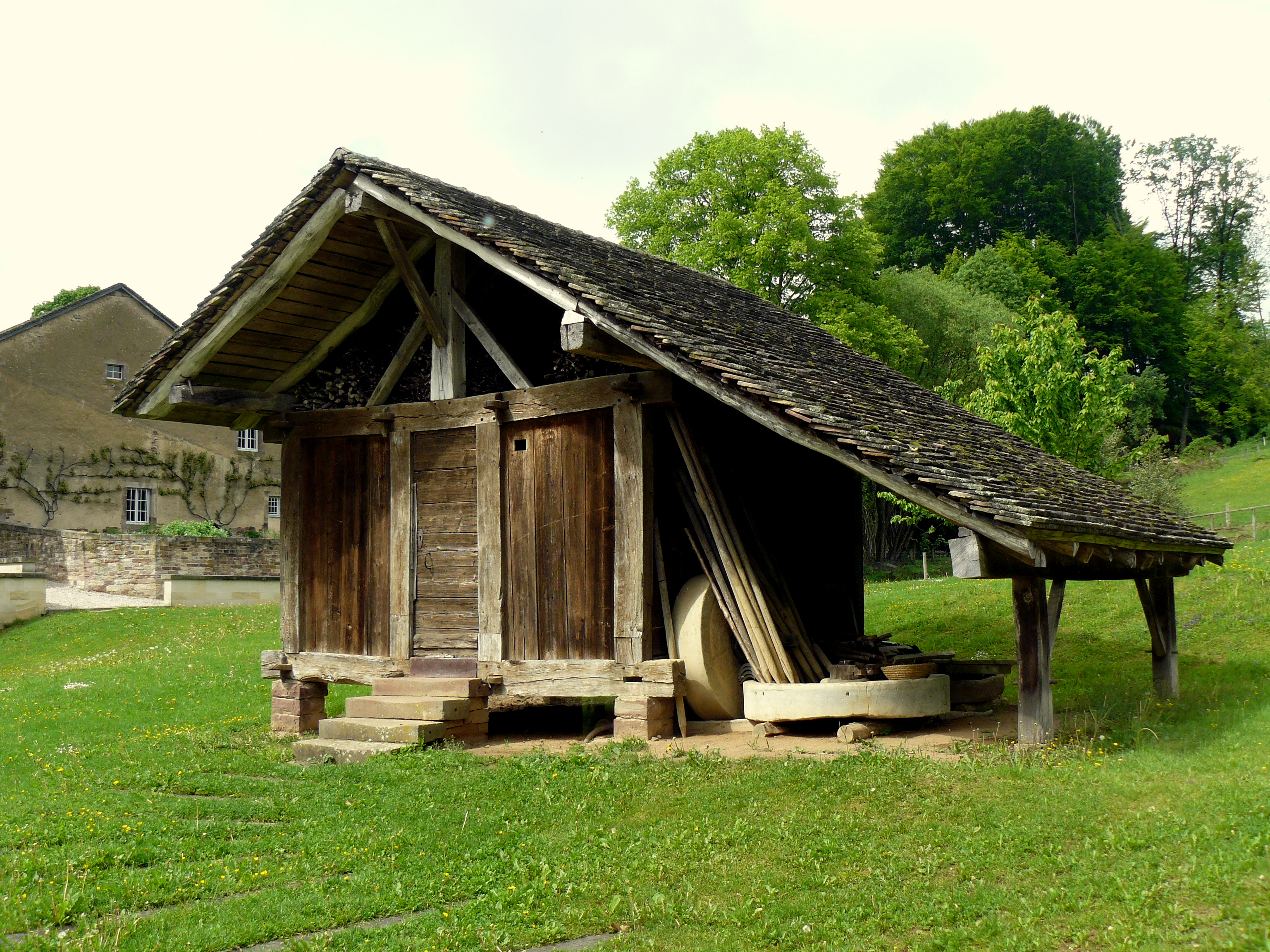
Chalot traditionnel (écomusée de Fougerolles).

Le chalot ou chello est une dépendance de la ferme d'un petit territoire situé à la limite des Vosges méridionales et des Vosges saônoises.

## Description

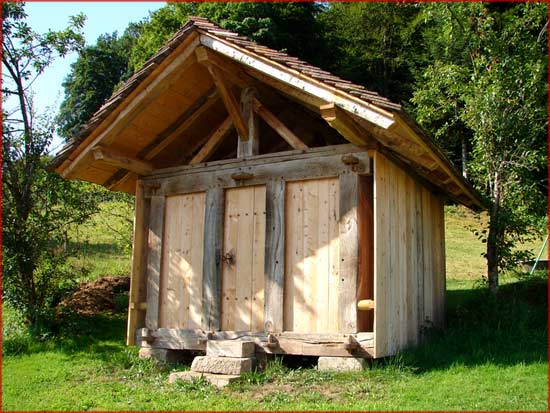
Un chalot rénové.

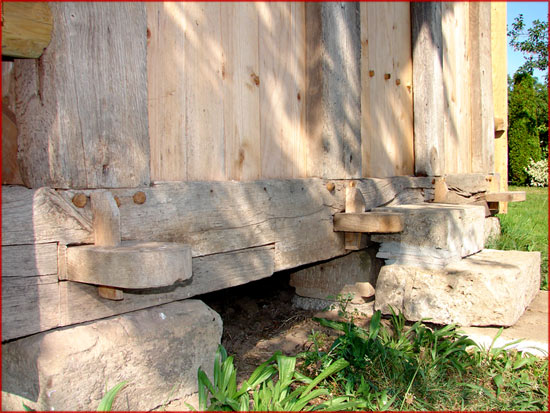
Un assemblage en tenons et mortaises.

Véritable coffre-fort, cette annexe à la ferme est utilisée comme grenier pour la conservation du grain, de l'alcool, de la nourriture et des trésors de la famille. Il se trouve principalement éloigné de quelques mètres de la ferme. La raison en est simple : en cas d'incendie de la ferme, les récoltes et les richesses seront épargnées.
Plus de 300 chalots sont répertoriés sur sept communes lorraines et franc-comtoises. Ils sont donc répartis sur une superficie de près de 250 km2 :
- Plombières-les-Bains (88) ;
- Le Val-d'Ajol (88) ;
- Girmont-Val-d'Ajol (88) ;
- Aillevillers-et-Lyaumont (70) ;
- Fougerolles (70) ;
- Raddon-et-Chapendu (70) ;
- Saint-Bresson (70).

La première mention retrouvée à ce jour de ce petit grenier date de 1575.
C'est une construction réalisée tout en bois. Sa structure en chêne est assemblée par tenons et mortaises (en charpenterie, technique appelée embrèvement), que l'on remplit par d'épaisses planches en sapin, ce qui permet à la construction d'être complètement démontable. La couverture de la caisse est composée d'une charpente en chêne recouverte de « laves » en grès (ou lauzes). 
À l'origine, la seule pièce métallique que l'on trouve dans un chalot est la serrure et sa clef.
Sa toiture lui donne une allure imposante. Qu'il soit construit sur un vide sanitaire, à quelques dizaines de décimètres du sol, ou sur une cave, le plus souvent à demi enterré ou intégré à un autre bâtiment, le chalot est toujours reconnaissable. Sous son bardage protecteur de planches en sapin, on découvre les assemblages spécifiques :
- de l'ossature de l'unique pièce ;
- de la caisse ;
- de la charpente de sa toiture.

## Le Pays du chalot

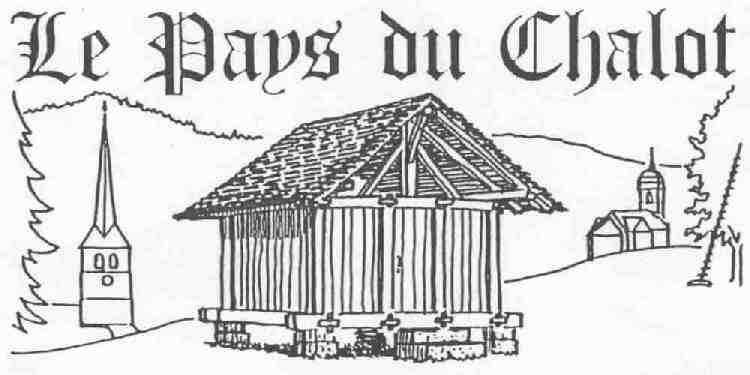
Logo de l'association du Pays du chalot.

C'est une association de type 1901 qui a comme but :
- l'étude ethnographique du patrimoine rural, notamment le grenier à grains appelé aussi chalot (ou chello en patois ajolais), ainsi  que l'ensemble des petits bâtiments et annexes qui composent la ferme, situés dans les hautes vallées de Combeauté, de l'Augronne et du Breuchin ;
- la connaissance, l'entretien et la sauvegarde du chalot et des autres éléments précédemment cités, quelle que soit l'utilisation qui en est faite ;
- la sensibilisation auprès des propriétaires pour leur conservation, suivant les propres principes à leur construction d'origine ;
- la promotion touristique suivant une réhabilitation restant en harmonie avec le site ;
- par voie de conséquence, la protection du cadre rural naturel et humain, dans le respect de l'ensemble des paysages des hautes vallées de la Combeauté, de l'Augronne et du Breuchin.

## La Route des Chalots
La Route des Chalots est une invitation à parcourir l'ensemble du territoire des sept communes du Pays du chalot à partir d'un itinéraire routier présentant une vingtaine de sites patrimoniaux.
Sur cette Route des Chalots d'une centaine de kilomètres se trouvent une quarantaine d'acteurs (agriculteurs, hôteliers restaurateurs, artisans, distillateurs), qui mettent en valeur leur savoir-faire autour de ce patrimoine particulier, tout en y développant une nouvelle économie.
En 2010, l'Association de la Route des Chalots succède au Syndicat du même nom mis en place sept ans auparavant. Celui-ci a eu la difficile tâche de faire appel à des financeurs pour structurer cette Route des Chalots, afin d'identifier un territoire avec une spécificité bien locale : le chello.
Il a fallu faire intervenir :
- sept municipalités ;
- deux communautés de communes ;
- deux départements ;
- deux régions.